# The Outsiders (lucha libre)
The Outsiders fue un tag team de lucha libre profesional formado por Kevin Nash y Scott Hall, conocido por sus apariciones en World Championship Wrestling (WCW). También se unieron en la  World Wrestling Federation (WWF), Total Nonstop Action Wrestling (TNA) y Pro Wrestling ZERO1-MAX.
Hall y Nash se unieron ocasionalmente por Sean Waltman, formando un trío más conocido como The Wolfpac. Los tres hombres eran todos amigos de la vida real y parte del grupo de lucha entre bastidores conocido como "The Kliq".

## Historia

### World Wrestling Federation (1995-1996)
Hall (luchando como "Razor Ramon") y Nash (luchando como "Diesel") se unieron por primera vez en la World Wrestling Federation en marzo de 1995, enfrentando a Jeff Jarrett y Shawn Michaels en una serie de lucha en House Show y en dark match. Se unieron una vez más durante la gira "WWF en High Gear" de Alemania en abril de 1995, enfrentando a Jarrett y Sycho Sid. Hall y Nash reformaron su tag team en enero de 1996, enfrentando a Jarrett y Sycho Sid /  Hunter Hearst Helmsley en una house show Series.

### World Championship Wrestling (1996–1998, 1999)
"The Outsiders" se formó en 1996 cuando Hall y Nash regresaron a la WCW después de dejar la WWF. En la historia, Hall, conocido por los aficionados en el momento en que  Razor Ramon, condujo una invasión, que aparece en la programación de la WCW y insinuando que lo hacía bajo las órdenes de sus patrones de WWF y advirtiendo que lo haría pronto se unirán otros. A él se unió el ex Campeón Mundial WWE  Campeonato de WWF Nash, luego más conocido como  Diesel, dos semanas después. Una demanda de WWF provocó que Eric Bischoff preguntara a los Outsiders a quemarropa si trabajaban para el WWF, lo que ambos negaron categóricamente. Su ángulo fue el precursor de la Talon de Hulk Hogan y la formación del New World Order, una importante historia de lucha que dominó la programación de la WCW durante varios años después.
The Outsiders capturaron a los Campeonato Mundial de WCW por Parejas seis veces, primero ganándoles de Harlem Heat (Booker T y Stevie Ray) en  Halloween Havoc en octubre de 1996. Ellos dropped el título de The Steiner Brothers (Rick y Scott Steiner) en el evento de 1997  Souled Out, solo para que el presidente de la WCW, Eric Bischoff, revocara la decisión sobre el episodio de la noche siguiente   Nitro . Una casi repetición de estos eventos ocurrió el mes siguiente cuando Hall y Nash perdieron contra el equipo de Lex Luger y  The Giant en SuperBrawl VII, con Bischoff nuevamente abusando de su poder y devolviendo rápidamente el campeonato a The Outsiders. Los Outsiders se convirtieron en las piedras angulares de la nWo y fueron populares entre los fanáticos a pesar de ser villanos y pelearse con Face como los Steiners y Lex Luger y The Giant. Durante promos, Hall ocasionalmente se referiría a The Outsiders como "The People's Choice" en reconocimiento a su popularidad.
En octubre de 1997, el compañero nWo y exmiembro de Kliq  Syxx comenzó a sustituir a un  legitamiente Nash lesionado, formando equipo con Hall para defender el campeonato en numerosas ocasiones. The Outsiders y Syxx afirmaron que estaban haciendo esto bajo las "Reglas Wolfpac", que también se referían a sí mismos como The Wolfpac. Hall y Syxx finalmente perdieron el título de The Steiner Brothers el 13 de octubre de 1997. The Outsiders y Steiners cambiaron el título de ida y vuelta en eventos televisados y  no televisados hasta que Scott Steiner se volvió contra su hermano, uniéndose al nWo y dando el título a Hall y Nash.
En mayo de 1998 en  Slamboree, The Outsiders tenía previsto defender los títulos del tag team contra  Sting y The Giant durante una historia en la que el nWo se dividía en dos facciones en guerra. Hall recurrió a Nash durante esta lucha, lo que le costó el título y disolvió el tag team, al haber elegido unirse a Hollywood en lugar de la facción escindida que formó Nash bajo el nombre de The Wolfpac. Los problemas personales de Hall comenzaron a afectarlo y, aunque Nash era su enemigo, aún mostraba un cuidado y una preocupación obvios por su amigo distanciado. El equipo dividido se enfrentaron una vez más tarde en el año donde Nash golpeó repetidamente  powerbombs en el embriagado Hall hasta quedar inconscientes, antes de abandonar el ring para tomar una derrota countout.
Se reunieron a principios de 1999 y se quedaron en un equipo incluso después de que el nWo nuevamente se viniera abajo. Después de un par de meses sin sentido (Nash perdió un retirement match), de solo deambular siendo plagas para el otro talento, ganaron el WCW Tag Team Championship una última vez en diciembre de 1999. Sin embargo, esto no duró, ya que Hall legítimamente No-show un evento, por lo que se les quitó el título y el equipo se disolvió.

### World Wrestling Federation/Entertainment (2002)
En 2002, con la WWF siendo propietaria de WCW y sus marcas registradas, The Outsiders y Hollywood Hulk Hogan se reformaron como el nWo en un ring de WWF. La reunión fue efímera ya que Hogan se convirtió en el favorito de los fanáticos en WrestleMania X8, Nash se lesionó legítimamente, y Hall y X-Pac (el ex Syxx, que se unió al grupo poco después del turno favorito de Hogan) fueron liberados. WWE solo unos meses después de su llegada.

### Total Nonstop Action Wrestling (2004–2005, 2010)
no se permite usar el nombre New World Order o The Outsiders, ya que WWE ahora posee las marcas comerciales de ambos nombres. En octubre de 2004, las viñetas comenzaron a transmitirse, donde Nash y Hall parecían estar en lados diferentes en el próxima lucha por el Campeonato Mundial Peso Pesado de NWA entre Jeff Jarrett y Jeff Hardy en  Victory Road. Hall y Nash debutaron el 7 de noviembre en Victory Road interfiriendo en el ladder match para el Campeonato Mundial Peso Pesado NWA y al final revelaron que estaban del mismo lado tanto atacando a Hardy con guitarras. Después del lucha, Nash hizo una promoción sobre cómo eran mejores que todo el vestuario de TNA y desafió a cualquiera a oponerse a ellos. A.J. Styles aceptado, pero fue derrotado por el nuevo stable Randy Savage hizo su debut en TNA, ingresando en Impact Zone para enfrentarse a los villanos.
¡En  Impact! La semana siguiente, Nash proclamó que el trío de él mismo, Hall y Jarrett se llamaría Los Reyes de la Lucha. Hall, Nash y Jarrett comenzaron a usar monos y gafas de sol de estilo elvis, y causaron estragos en múltiples episodios de "Impact" antes de ser desafiados y derrotados por Savage, Styles y Hardy en un equipo de lucha profesional. six-man tag team match en  Turning Point.  Después de la pelea de seis hombres, Savage fue el siguiente en la lista para una pelea por el título (teniendo  clavado el campeón, Jarrett, en la lucha), pero a la luz de él dejando la compañía, Directores de la Autoridad Dusty Rhodes designó un three-way match  en  Final Resolution para lograr un contendiente número uno para el Campeonato Mundial Peso Pesado NWA. Los primeros dos competidores anunciados fueron Diamond Dallas Page y Monty Brown. El tercero fue Kevin Nash, aliado de Jarrett en The Kings of Wrestling. El grupo tocó un período de fricción, ya que Nash compitió abiertamente por la oportunidad de pelear por el título en la Resolution Final (perdiendo cuando Page lo tiró por la cuerda superior), antes de ganar una oportunidad en el Campeonato Mundial Peso Pesado NWA de Jarrett en  Against All Odds, donde Nash no tuvo éxito en su intento por el título, después de lo cual The Kings of Wrestling se separó.
Hall resurgió en el show  Impact!  Antes de Genesis en 2007, provocando como socio de Sting para el Impact World Heavyweight Championship tag team . En  Turning Point, se suponía que Hall y Nash debían tener su primer equipo de etiqueta juntos en un ring de TNA desde 2004, también formando equipo con Samoa Joe para asumir el The Angle Alliance, pero Hall fue reemplazado en la lucha por Eric Young, quien finalmente ganó la lucha con su equipo. Hall le dijo a la gerencia de TNA que no se presentó en el evento debido a problemas de salud.
El 4 de enero de 2010, en vivo, tres horas, el episodio de la noche del lunes de "Impact!", Hall y Sean Waltman (los ex Syxx y X-Pac) regresaron a TNA y rápidamente reformaron su alianza con Nash. Esta encarnación pronto se conocería oficialmente como  The Band. Nash y Hall fueron anunciados para hacer su regreso como parejas el 17 de enero en  Génesis, pero en el evento Hall fue reemplazado por Waltman, quien al unirse a Nash pasó a perder una lucha en parejas  contra Beer Money, Inc. (James Storm y  Robert Roode). La reunión no duró durante mucho tiempo, como en el episodio del 4 de febrero de "Impact!", Hall y Waltman recurrieron a Nash. Sin embargo, esta traición fue una artimaña, como en  Destination X, Nash recurrió a su nuevo socio Eric Young y se unió a Hall y Syxx-Pac, quienes, con su victoria, ahora tenía contratos con la compañía. Al ganar estos nuevos contratos, el trío comenzó a usar una versión instrumental del tema nWo Wolfpac, y ocasionalmente llamándose The Wolfpac una vez más, aunque su nombre oficial siguió siendo The Band.
En Lockdown Hall y Nash hicieron su regreso para marcar la acción del equipo en una lucha de steel cage, donde fueron derrotados por el Team 3D. El 4 de mayo en las tomas del episodio del 13 de mayo de Impact !, después de que el Campeonato Mundial en Parejas de TNA Matt Morgan había sido atacado por Samoa Joe, Nash cobró en su contrato "Feast or Fired", haciendo equipo con Hall, y lo inmovilizó para ganar el Impact World Tag Team Championship.  El miembro más nuevo de the band, Eric Young, también recibió una parte del Campeonato y los tres defendieron los títulos bajo la regla de Freebird. En los golpes del 14 de junio de Impact !, The Band fue despojado del Impact World Tag Team Championship debido a problemas legales de Hall.

### Otras apariencias
El principal entretenimiento de Hall y Nash Dream Stage Entertainment 's fue el 8 de mayo de 2004 Hustle 3 pay-per-view, perdiendo ante el equipo de Shinya Hashimoto y Naoya Ogawa.
El 10 de agosto de 2008, Nash y Hall se unieron de nuevo como The Outsiders en Bloodymania II para derrotar a The Thomaselli Brothers (Brandon y Vito Thomaselli). Nash también se posicionó como miembro del Juggalo World Order, del cual Hall ya era parte.
El 21 de marzo de 2009, The Outsiders se unió al Great Lakes Championship Wrestling contra The New Age Outlaws en lo que fue el primera lucha nWo vs. D-Generation X. Nash salió de Scott Hall, y los dos se enfrentarán más tarde en junio.

### WWE nWo reuniones
A partir de 2014, Hall y Nash tomarían parte en varios segmentos de reunión de nWo en WWE.
En el episodio del 11 de agosto de 2014 de  Raw , transmitido en el cumpleaños número 61 de Hulk Hogan, presentaron a Scott Hall y Kevin Nash como invitados. Los dos compartieron un momento con Hogan, revelando una camisa nWo escondida debajo de su camiseta "Hulkamania". Fueron interrumpidos por Brock Lesnar, quien le dijo a Hogan, "Se acabó la fiesta, abuelo". Lesnar se retiró del ring cuando fue confrontado por John Cena, su oponente en  SummerSlam.
En el episodio del 19 de enero de 2015 de  Raw , Hall, Nash y X-Pac salieron como el nWo para el segmento de encuestas de Hall. Fueron interrumpidos por The Ascension, quien los hizo referencia como Wolfpac en una promoción antagónica antes de ser derrotados por la nWo, la  APA, y The New Age Outlaws. El 29 de marzo en WrestleMania 31, The Outsiders regresó con Hogan para ayudar a su rival Sting en su debut WrestleMania contra Triple H. El nWo ayudó a luchar contra X-Pac y The New Age Outlaws, que habían interferido en nombre de Triple H como D-Generation X. Shawn Michaels más tarde se unió al equipo de Triple H, convirtiendo la lucha a su favor, que Triple H continuaría ganando.

## Campeonatos y logros
- Pro Wrestling Illustrated
  - Tag Team of the Year (1997)
  - Ranked No. 40 of the 100 best tag teams of the PWI Years in 2003

- Total Nonstop Action Wrestling
  - TNA World Tag Team Championship (1 vez) – Eric Young1[15]

- World Championship Wrestling
  - WCW World Heavyweight Championship (1 vez) – Kevin Nash
  - WCW United States Heavyweight Championship (2 veces) – Scott Hall
  - WCW World Television Championship (1 vez)[19] – Scott Hall
  - WCW World Tag Team Championship (6 veces) – Syxx (1)2